# Herbiphantes
Herbiphantes Tanasevič, 1992 è un genere di ragni appartenente alla famiglia Linyphiidae.

## Distribuzione
Le tre specie oggi note di questo genere sono state rinvenute in Asia orientale: la specie dall'areale più vasto è la H. cericeus, reperita in località della Russia, della Corea e del Giappone.

## Tassonomia
Dal 2009 non sono stati esaminati esemplari di questo genere.
A dicembre 2012, si compone di tre specie:
- Herbiphantes cericeus (Saito, 1934) — Russia, Corea, Giappone
- Herbiphantes longiventris Tanasevič, 1992[3] — Russia, Giappone
- Herbiphantes pratensis Tanasevitch, 1992 — Russia